# Geórgios Papanicolau
Geórgios Papanicolau[carece de fontes?] (em grego: Γεώργιος Παπανικολάου; romaniz.: Geórgios Papanikoláou; Kymi, Eubeia, 13 de maio de 1883 — Miami, 19 de fevereiro de 1962) foi um médico grego, pioneiro nos estudos da citologia e na detecção precoce de câncer. Foi o criador do chamado teste de Papanicolau, exame realizado para detectar precocemente tumores cancerosos na vagina e colo do útero.

## Vida pessoal
Geórgios nasceu na cidade portuária de Kymi, na costa da ilha de Eubeia, Grécia, em 1883. Era o terceiro filho de quatro crianças de Maria e Nicholas Papanicolaou. Em 1898, ele ingressou na Universidade de Atenas para seguir carreira na medicina, como seu pai, que era clínico geral e também político, tendo sido senador e prefeito de Kymi. Geórgios se formou em 1904.

## Carreira
Em janeiro de 1904, foi convocado para o serviço militar no Terceiro Regimento de Infantaria. Em janeiro de 1906, foi promovido a cirurgião assistente, permanecendo no Exército até o fim do termo obrigatório, em 15 de agosto de 1906. Após dar baixa, Geórgios retornou à Kymi, praticando medicina relutantemente ao lado do pai. Mesmo não estando interessado em clinicar, ele construiu uma carreira em cima da pesquisa médica.
Na primavera de 1907, Geórgios foi para Jena, na Alemanha, onde começou sua pós-graduação com orientação do professor Ernst Haeckel, um dos maiores apoiadores do darwinismo na Europa. Após um semestre, ele se mudou para Friburgo, sob orientação de August Weismann, grande geneticista em uma área principiante. Novamente desapontado, ele resolveu ir para Munique para trabalhar no Instituto de Zoologia, onde recebeu seu doutorado em 1910.
Em 1910, ele retornou à Grécia, onde se casou com Andromahi Mavrogeni. O casal se mudou para Mônaco, onde Geórgios começou a trabalhar no Instituto Oceanográfico do principado, participando do time de exploração oceânica do Príncipe Alberto I, em 1911. Com a morte da mãe, em 1912, ele retornou à Grécia, onde serviu no Exército como médico na Primeira Guerra Balcânica. Ainda no Exército, ele conheceu vários voluntários norte-americanos, que lhe disseram que havia muitas oportunidades de emprego e carreira na pesquisa nos Estados Unidos. O casal seguiria para Nova York em 1913, onde foi contratado para trabalhar no departamento de patologia do Hospital Central de Nova York e no departamento de anatomia da faculdade de medicina da Universidade Cornell, com pesquisador Charles Stockard.

## Teste de Papanicolau
O fato de que células malignas podiam ser observadas sob microscópio foi primeiramente sugerido em 1843, por Walter Hayle Walshe (1812–92), professor e médico no hospital da Universidade Colégio, em Londres, em seu livro sobre doenças do pulmão.
Enquanto trabalhava em Cornell, Geórgios desenvolveu um método de estudo de esfoliação de células epiteliais relacionadas ao ciclo menstrual. Na época, ele estudava oócitos de porquinho-da-índia e precisa coletar os óvulos antes da ovulação. A única maneira de coletar os óvulos era sacrificando os animais e sacrificar vários deles por alguns óvulos não era correto de seu ponto de vista. Um dia, ele percebeu que porquinhos-da-índia tinham ciclo menstrual, algo que não tinha sido considerado antes. Ele sabia que todas as fêmeas de animais superiores tinham uma eliminação vaginal periódica de células e com os porquinhos-da-índia ele era pequeno demais para ser notado.

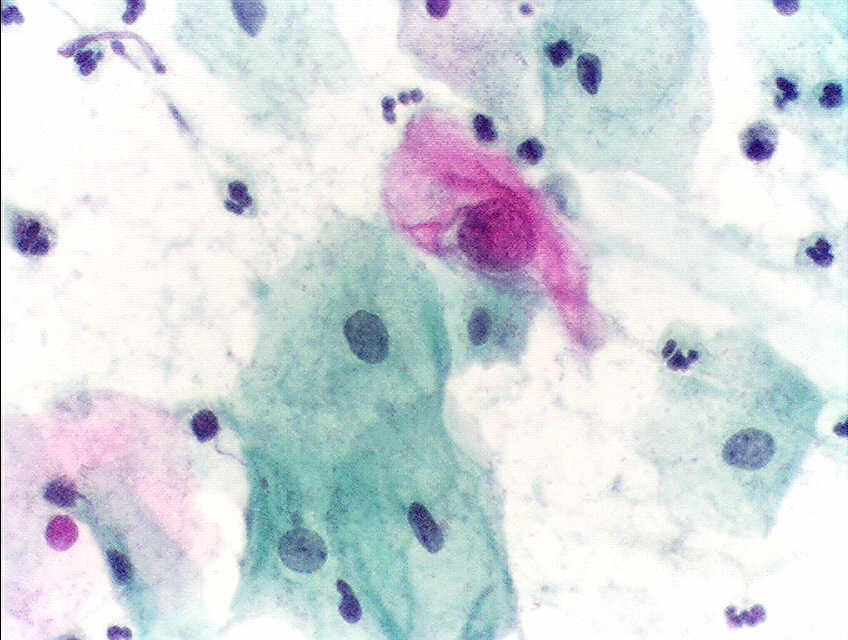
Teste de Papanicolau com células malignas.

Usando um espéculo nasal, ele coletou amostras e examinou o esfregaço sob o microscópio. O que ele viu foi animador: células de variadas formas e uma sequência distinta de padrões citológicos. Assim ele era capaz de catalogar o ciclo ovariano e uterino dia a dia, permitindo-o prever a condição dos ovários, podendo coletar os oócitos no momento adequado. Sua pesquisa foi publicada em 1917, no American Journal of Anatomy.
Com o tempo, ele começou a fazer coletas em mulheres, notando que apareciam células malignas no esfregaço de mulheres com câncer cervical. Em 1928, ele coletou dados suficientes sobre células de carcinoma cervical e sua identificação para apresentar as descobertas em uma conferência em Battle Creek, Michigan. Esperando uma recepção calorosa, ele acabou sendo recebido com ceticismo pela comunidade científica, pois muitos médicos e pesquisadores acreditavam que examinar esfregaço de células era ridículo, para não dizer inútil. A teoria corrente da época era que biópsia e exame de tecidos era a única maneira de detectar a doença.
Apesar da rejeição inicial, Geórgios persistiu e em 1939, colaborou com um estudo clínico em Cornell, junto do ginecologista Herbert Frederick Traut (1894–1963), para validar o potencial do esfregaço de células cervicais. Eles usaram voluntárias do departamento de ginecologia do hospital central de Nova York, todas passando pela coleta de Papanicolau. Os exames mostraram vários casos assintomáticos de câncer. Alguns estavam em seu estágio inicial, portanto indetectáveis no exame de biópsia. Papanicolau e Traut publicaram suas descobertas em 1943, no estudo chamado Diagnosis of uterine cancer by the vaginal smear, onde discutiram a preparação para o esfregaço cervical e vaginal, as mudanças citológicas durante o período menstrual, os efeitos de várias condições patológicas e as mudanças observadas com a presença de câncer no cérvix, no endométrio e no útero.
| “ | A primeira observação de células cancerígenas no esfregaço do colo do útero me deu uma das maiores emoções que já experimentei durante minha carreira científica. | ” |

A técnica do esfregaço de células cervicais logo se tornaria o conhecido Teste de Papanicolau. Como o teste era capaz de detectar câncer antes de qualquer sintoma, médicos agora podiam tratar o câncer antes que ele se espalhasse. Como resultado, a mortalidade causada pelo câncer cervical despencou nos países onde ele passou a ser aplicado. Em 1954, Geórgios publicou o “Atlas of Exfoliative Cytology”, um grande trabalho com suas observações e estudos em citologia, incluindo descobertas de doenças em vários órgãos.
Geórgios, porém, não foi o pioneiro na técnica. Em 1927, um médico romeno, Aurel Babeş, fez descobertas semelhantes no diagnóstico de câncer cervical, apesar de sua técnica ser diferente da técnica de Papanicolau. A Romênia se refere ao teste obrigatório como Teste de Babes-Papanicolau, em honra aos dois médicos.

## Aposentadoria
Mesmo aposentado da Universidade Cornell, Geórgios não parou de trabalhar. Em 1961, ele se mudou para a Flórida, onde realizou um sonho antigo: criou o primeiro centro de pesquisa citológica, o Instituto de Pesquisa do Câncer de Miami, tendo sido seu diretor. Ele escreveu mais de 150 artigos, recebendo diversos prêmios e honrarias. Foi eleito membro honorário da Academia de Atenas. Em 1960, foi indicado ao Nobel de Fisiologia e Medicina. Em 1962, ganhou o Prêmio das Nações Unidas.

## Morte
Geórgios Papanicolau morreu em 19 de fevereiro de 1962, aos 78 anos, de um infarto. Seu instituto continuou seu trabalho em sua homenagem.
Por suas contribuições para a ciência médica, foi laureado com o Prêmio Lasker-DeBakey de Pesquisa Médico-Clínica, em 1950.